# Curling (film)
Pour les articles homonymes, voir Curling (homonymie).
Pour plus de détails, voir Fiche technique et Distribution.
Curling est un film québécois réalisé par Denis Côté sorti en 2010 et mettant en vedette Emmanuel Bilodeau et Philomène Bilodeau.

## Synopsis
L'histoire d'un père et de sa fille qu'il élève seul, dans une petite ville du Québec.

## Fiche technique
Source : IMDb et Films du Québec
- Titre original : Curling
- Réalisation : Denis Côté
- Scénario : Denis Côté
- Direction artistique : Marjorie Rhéaume
- Costumes : Julia Patkos
- Maquillage et coiffure : Maïna Militza (en)
- Photographie : Josée Deshaies
- Son : Frédéric Cloutier, Clovis Gouaillier
- Montage : Nicolas Roy
- Production : Stéphanie Morissette, Denis Côté
- Société de production : nihilproductions
- Sociétés de distribution : Métropole Films
- Budget : 1,1 million $ CA
- Pays de production :  Canada
- Tournage : 9 janvier au 6 février 2010 à Verdun, Salaberry-de-Valleyfield, Hemmingford et Mont-Saint-Hilaire
- Langue originale : français
- Format : couleur — format d'image : 1,85:1 — son Dolby numérique
- Genre : comédie dramatique
- Durée : 96 minutes
- Dates de sortie :
  - Suisse : 9 août 2010 (Festival international du film de Locarno)
  - Canada : 14 septembre 2010 (Festival international du film de Toronto (TIFF))
  - Belgique : 16 octobre 2010 (Festival du film de Gand)
  - Canada : 12 novembre 2010 (sortie en salle au Québec)
  - France : 24 novembre 2010 (Semaine du cinéma du Québec à Paris)
  - Canada : 3 mai 2011 (DVD au Québec)
  - France : 26 octobre 2011 (sortie en salle)
  - France : 5 juin 2012 (DVD en France)
- Classification :
  - Québec : 13 ans et plus[2]

## Distribution
- Emmanuel Bilodeau : Jean-François Sauvageau
- Philomène Bilodeau : Julyvonne Sauvageau, la fille de Jean-François, 12 ans, astigmate
- Roc LaFortune : Kennedy, le patron du bowling « Quilles Kennedy »
- Sophie Desmarais : Isabelle, la jeune nouvelle recrue du bowling
- Muriel Dutil : Odile, la patrone du motel
- Yves Trudel : Yvan, le compagnon d'Odile
- Johanne Haberlin : Rosie, prisonnière, mère de Julyvonne
- Anie-Pascale Robitaille : Mireille, la fille du motel
- Simon Bourassa-Doiron : le « chum » d'Isabelle
- Hugo Giroux : gardien de prison

## Récompenses
- 2010 - Curling : Prix AQCC-SODEC (Canada)
- 2010 - Curling : Prix de la mise en scène au Festival international du film de Locarno (Suisse)
- 2010 - Curling : Léopard pour la meilleure interprétation masculine (Emmanuel Bilodeau) au Festival international du film de Locarno (Suisse)[3]